# American Lumber Standard Committee
L'American Lumber Standard Committee (ALSC, littéralement, Central Committee sur les normes du bois) est une organisation à but non lucratif 501(c)(3) américaine.

## Histoire
Le Central Committee on Lumber Standards a été créé en 1922 par Herbert Hoover alors qu'il était Secrétaire au Commerce des États-Unis, à la demande de l'industrie du bois. Présidé par John W. Blodgett (en), le Central Committee était le moyen de créer des normes volontaires sur le bois, sans imposer de réglementations gouvernementales formelles, afin de résoudre le problème des fabricants de bois qui vendaient du bois qui n'était pas de l'épaisseur de sa dénomination commerciale,,. Le Central Committee recueillit des informations avant d'établir ses normes. En 1924, le Central Committee élabora une norme décrivant les dimensions du bois, la méthodologie d'attribution des valeurs de conception, la nomenclature et les procédures d'inspection. 
Plusieurs décennies plus tard, l'American Lumber Standard Committee succéda au Central Committee. L'ALSC supervise et crée des normes de classement et des modèles standard de bois d'œuvre résineux.
Au début du XXe siècle, le bois vendu à 1 pouce d'épaisseur était usiné à environ 7/8 de pouce. Autour de la Première Guerre mondiale, la norme pour une planche de 1 pouce a été changée en une épaisseur de 13/16 pouces. En 1929, la norme pour le bois de 1 pouce a été changée en 25/32 pouces. En 1963, le bois de 1 pouce avait une épaisseur standard de 3/4 de pouce.